# 天球

天球被天球赤道平分。圖中還可見地球的赤道、天北極和天南極

地球在一個半徑相對細小，以地球為基礎的天球中旋轉的動畫。圖中還可見黃道（紅）和天球坐標系統上的赤經、赤緯（綠）

天球（英語：Celestial sphere），是在天文學和導航上想出的一個與地球同球心，並有相同的自轉軸，半徑無限大的球。天空中所有的物體都可以當成投影在天球上的物件。地球的赤道和地理極點投射到天球上，就是天球赤道和天極。天球是位置天文學上很實用的工具。
在亞里斯多德和托勒密的模型，天球想像成實際的物體，而不僅僅是一個幾何的投影（參見天球模型）。

## 視差效應
天球可以使用地心為中心，也可以使用地表為中心的體系。前者的作法是假設觀察者位於地球的中心，因此不需要考慮視差的影響。後者的中心是觀測者位於的地球表面，因此地平視差的影響是不能忽略的，特別是月球的位置。

## 天半球
天球被赤道的投影分為兩個空間，分別為南天球和北天球。同樣的，我們也可以在天球上找到北回歸線、南回歸線、天北極和天南極，可以量化天球上各種物體的方向，建構出各種的天球坐標系統。
因为地球是自西向東旋轉，所以我们就把天球看成是自東向西旋轉。
太陽在天球上每天移动约1度，一年则移动一周（360度），这称之为太陽周年视运动，太阳中心在天球上视运动的轨迹则是黄道。

## 恆星時
隨著地球繞著軸心以23小時56分的周期由西向東自轉，天球和所有的天體都以天球極點為中心，以相同的時間由東向西移轉動，這就是周日運動。因此恆星會由東方升起，通過南北向的子午線過中天，然後在西方沒入（除非這顆恆星是拱極星）。第二天晚上，天體在特定的時間會再東升，但是因為我們的鐘表時間是24小時整，因此會提早4分鐘升起；再過一晚早8分鐘升起，也就是說每天都會提早4分鐘。
這種與鐘表時間明顯的不一致是因為太陽不是固定在天球上的天體，每天會在天球上的黃道，一個大圓，向東移動約1°（這是太陽的周年運動，一年在天球上360°，或是完整的圓周）。如果以4分鐘的時間對應於角度的1°（360° = 24小時），則需要額外的4分鐘太陽才會回到上回的相對位置，例如中天的子午線，完成完整的一圈運動要24小時（這是忽略季節性變化的平均值，參見均時差）。
因此，一般的時鐘顯示的是太陽時，天文學家研究恆星運動使用的是恆星時，等同於太陽時的23小時56分。

## 恆星球
天球也可以引用到天球的物理模型，就是所謂的恆星球，這種天球可以顯示出在指定的時間和地點可以看見的部分星座。

## 外部連結
- SkyandTelescope.com SkyChart
- Monthly skymaps for every location on Earth（页面存档备份，存于）